# Mont Blanc de Courmayeur
Mont Blanc de Courmayeur (wł. Monte Bianco di Courmayeur, 4748 m n.p.m. lub 4765 m n.p.m.) – szczyt w Masywie Mont Blanc, grupie górskiej Mont Blanc. Leży w północno-zachodnich Włoszech w regionie Dolina Aosty, na granicy z Francją, na południowy wschód od szczytu Mont Blanc. Szczyty rozdziela najwyżej położona przełęcz Europy - Col Major (4730 m n.p.m.). 
Szczyt można zdobyć ze schronisk Refuge du Goûter (3817 m) po stronie francuskiej oraz z Bivacco Giuseppe Lampugnani (3850 m) i Rifugio Monzino (2590 m) po stronie włoskiej. Pierwszego wejścia dokonali F. Clissold i J. M. Couttet 18 sierpnia 1822 r.
Jeśli przyjąć – jak twierdzi znaczna część Francuzów – iż granica francusko-włoska nie przebiega przez główny wierzchołek, Monte Bianco di Courmayeur jest najwyższym szczytem Włoch i powinien znaleźć się w Koronie Europy. Włosi twierdzą jednak, że granica biegnie granią przez główny wierzchołek Mont Blanc i właśnie Mont Blanc jest najwyższym szczytem Włoch.